# Verbrennung des osmanischen Flaggschiffs vor Chios
1821

Walachischer Aufstand – Kalamata – Navarino – Patras – Salona – Livadeia – Lalas – Samothraki – Monemvasia – Alamana – Valtetsi – Doliana – 1. Akropolis – Gravia – Drăgășani – Grana – Vasilika (Thessaloniki) – Sculeni – Vasilika (Fthiotida) – Tripoli
1822–1824

Akrokorinth – Chalandritsa – Chios – Naoussa – Chios – Peta – Kompoti – Dervenakia – Agionori – Nauplia – 1. Missolonghi – Karpenisi – 2. Missolonghi – Kasos – Psara – Samos – Gerontas
Griechische Bürgerkriege 1823–1825
Ägyptische Intervention

Kremmydi – Andros – Sphacteria – Maniaki – Myloi – Alexandria – Kakosalesi – Kleisova – 3. Missolonghi – Kastraki – Mani – Varnakova – 2. Akropolis – Arachova – Kamatero – Phaleron
Intervention der Großmächte

Volos – Itea – Mega Spilaio – Navarino – Morea-Expedition – Chios-Expedition – Mortino – Koronisia – Petra
Seeschlachten sind in kursiv

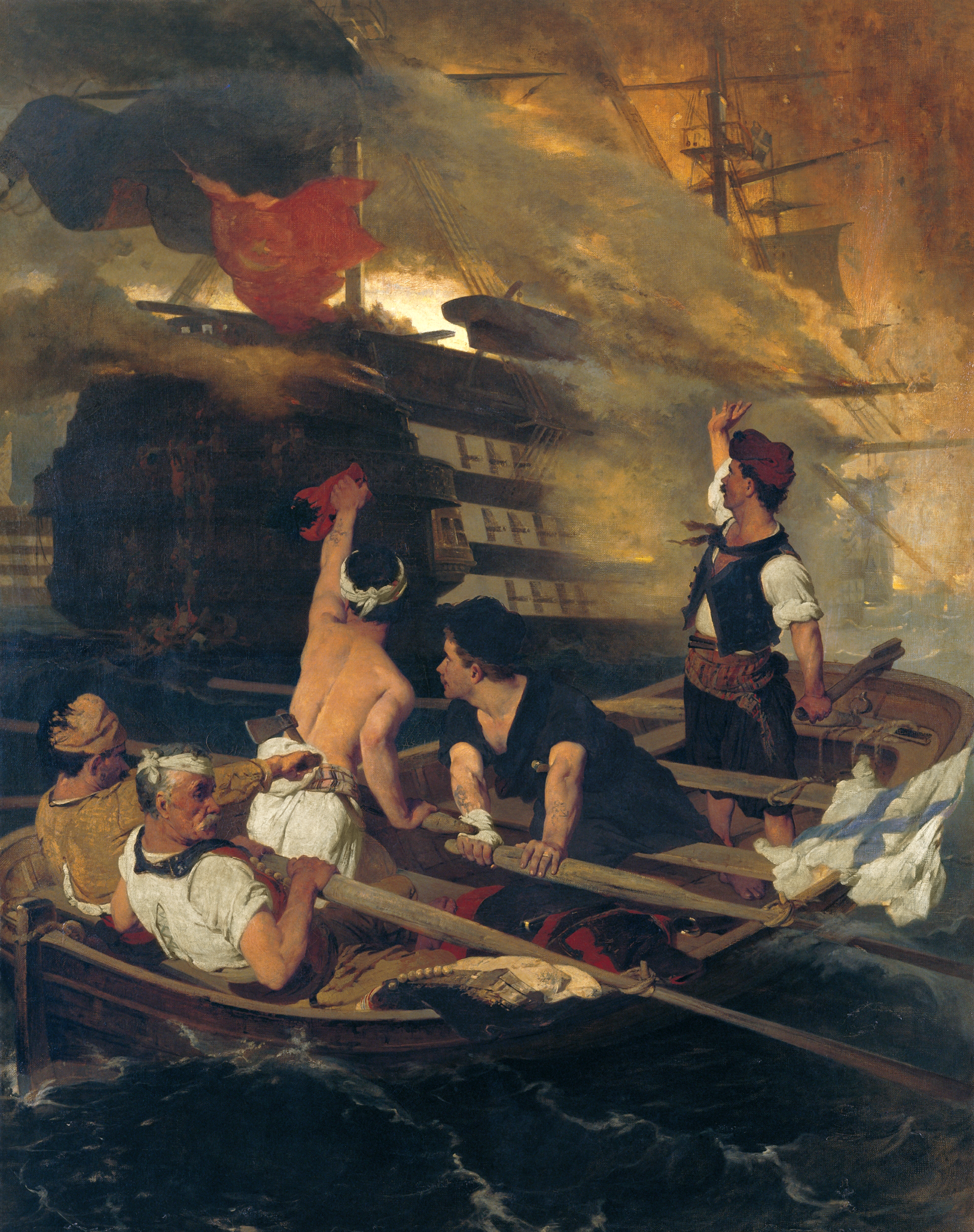
Der Angriff auf das türkische Flaggschiff bei Chios durch Konstantinos Kanaris. Gemälde von Nikiforos Lytras.

Die Verbrennung des osmanischen Flaggschiffs vor Chios war eine Militäraktion, die während des griechischen Unabhängigkeitskrieges am 6. Junijul. / 18. Juni 1822greg. stattfand. 2000 osmanische Seeleute wurden getötet, darunter Nasuhzade Ali Pascha, der Kapudan Pascha der osmanischen Marine. Diese Aktion wird von der griechischen Geschichtsschreibung als Vergeltung für das Massaker von Chios angesehen.

## Massaker von Chios
Das Massaker von Chios wurde im April 1822 durch die Osmanen verübt an der griechischen Bevölkerung der Insel Chios. Insgesamt wurden etwa 25.000 Menschen getötet, etwa 45.000 Griechen wurden versklavt. 10.000 bis 15.000 Menschen konnten fliehen und Zuflucht auf anderen Inseln der Ägäis finden. Dieses Massaker an Zivilisten durch die osmanischen Truppen beeinflusste stark die internationale öffentliche Meinung und trug zur Entwicklung des Philhellenismus bei.

## Griechische Vergeltung
Anfang Mai stach die griechische Flotte mit 56 Kriegsschiffen und acht Brandern von Hydra, Spetses und Psara nach Chios in See. Sie konnte – wie so oft während des Unabhängigkeitskrieges – wegen Problemen der Führung, der Finanzierung und wegen Unstimmigkeiten in der Befehlskette nicht früher kommen. Einen Monat lang folgten viele Scharmützel, ohne dass eine Entscheidung herbeigeführt wurde.

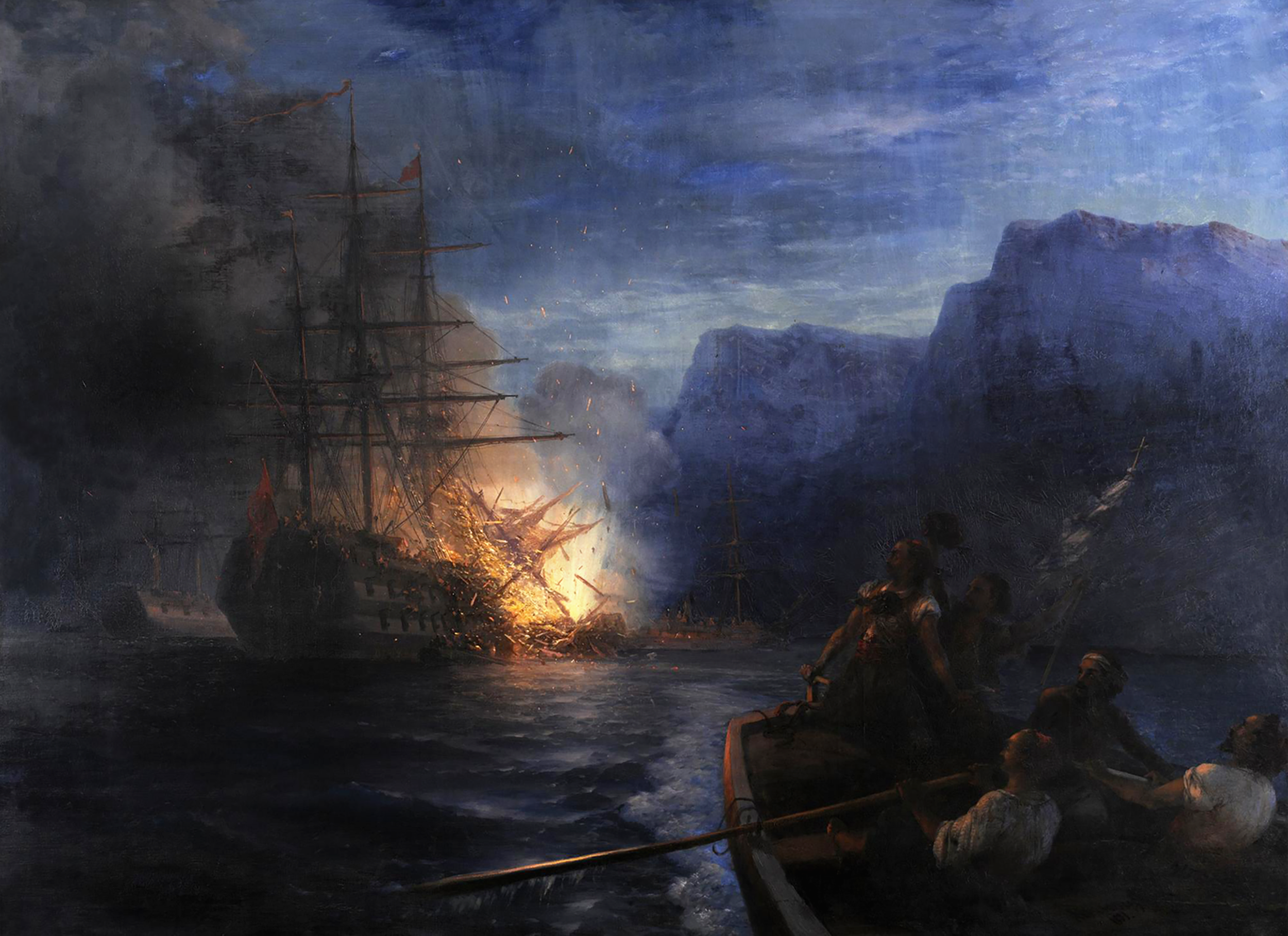
Der Angriff auf das türkische Flaggschiff bei Chios durch Konstantinos Kanaris. Gemälde von Iwan Aiwasowski.

Am 6. Junijul. / 18. Juni 1822greg. versenkte Konstantinos Kanaris das osmanische Flaggschiff Mansur al-liwa mit einem Brander, wobei Admiral Nasuhzade Ali Pascha und 2000 türkische Seeleute ums Leben kamen. Die osmanische Flotte ankerte in der Bucht von Chora. Der Angriff ereignete sich am Abend, zum Zeitpunkt der Beendigung des Fastenmonats Ramadan. Den ganzen Tag hatten zwei griechische Schiffe – scheinbar fliehend – gegen starken Wind im Norden angekämpft, indem sie unter großen Schwierigkeiten gegen den Wind das Nordkap der Insel passierten. Tatsächlich handelte es sich um zwei Brander, die sich in Angriffsposition brachten. Seit den Seeschlachten im vorangegangenen Sommer und im Herbst waren die Brander weiterentwickelt worden. Sie waren mit Kupfer verstärkt worden, damit die Flammen sie nicht vollständig zerstören konnten, bevor sie ihre Aufgabe erfüllt hatten. Bei Sonnenuntergang änderten sie den Kurs und beschleunigten mit Rückenwind.
Die osmanische Flotte war wegen der religiösen Feiern beleuchtet, am hellsten die Capudana und das Schiff des Vize-Admirals. Der Brander von Kanaris rammte das osmanische Flaggschiff gegen Mitternacht. Das Bugspriet verkeilte sich in der Ladepforte des Vorschiffs und setzte es in Brand. Kanaris und seine Männer verließen ihren Brander, während das Admiralsschiff in wenigen Minuten in Flammen aufging. Die türkischen Seeleute versuchten mit Rettungsbooten zu fliehen, von denen zwei wegen Überladung sanken. Als Nasuhzade Ali Pascha in ein Boot einstieg, wurde er von einem brennenden Rundholz am Kopf getroffen. Er wurde auf das Festland gebracht, wo er am nächsten Tag starb und in der Zitadelle von Chora bestattet wurde. Sein Schiff explodierte nach einer Dreiviertelstunde, als das Feuer das Pulvermagazin erreichte. Der andere Brander unter dem Kommando von Andreas Pipinos konnte das Schiff des Vize-Admirals in Brand setzen. Dieses konnte sich befreien und fuhr zur kleinasiatischen Küste, wo es die ganze Nacht brannte: Die Mannschaft hatte jedoch Zeit, es zu verlassen. Die Flammen waren bis zum etwa 75 km entfernten Smyrna zu sehen.